# جورج اينيس
جورج اينيس (بالإنجليزية: George Innes)‏ هو ممثل بريطاني، ولد في 8 مارس 1938 في المملكة المتحدة.

## أعمال

### أفلام
- (2003)  الجانب البعيد عن الوطن[1]
- (2007) ستاردست

## وصلات خارجية
- جورج اينيس على موقع IMDb (الإنجليزية)
- جورج اينيس على موقع ألو سيني (الفرنسية)
- جورج اينيس على موقع أول موفي (الإنجليزية)
- جورج اينيس على موقع قاعدة بيانات برودواي على الإنترنت (الإنجليزية)
- جورج اينيس على موقع قاعدة بيانات الأفلام السويدية (السويدية)
- جورج اينيس على موقع قاعدة بيانات الفيلم (الإنجليزية)
- جورج اينيس على موقع كينوبويسك (الروسية)